# شست

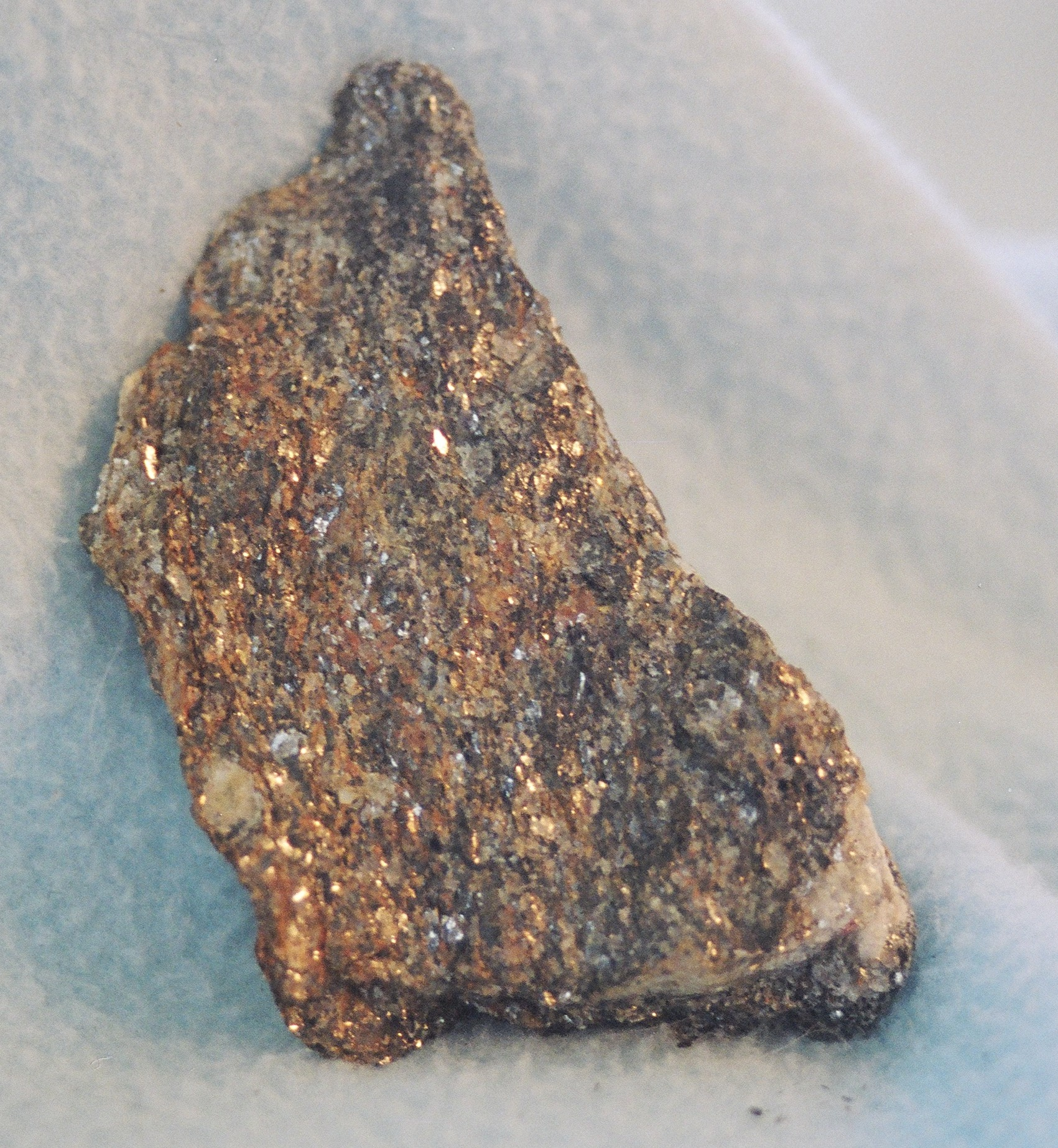
صخر الشست

الشِّسْت أو الشيست أو النضيد (بالإنجليزية: Schist)‏ صخر متحول عن صخور نارية أو رسوبية بفعل الضغط والحرارة.
يتميز بحجم متوسط الحبيبات ويتكون من صفائح رقيقة متشابهة في تركيبها المعدني، وهي متصلة وغير متقطعة. تتكون هذه الصفائح من معادن قشرية مثل الميكا والتالك أو منشورية مثل الهورنبلند وتحصر هذه الصفائح فيما بينها حبيبات دقيقة متبلورة من معادن أخرى مثل الكوارتز ويعرف التورق في هذه الصخور باسم النسيج الشستي أو النضيد أو المنضد.

## معرض صور

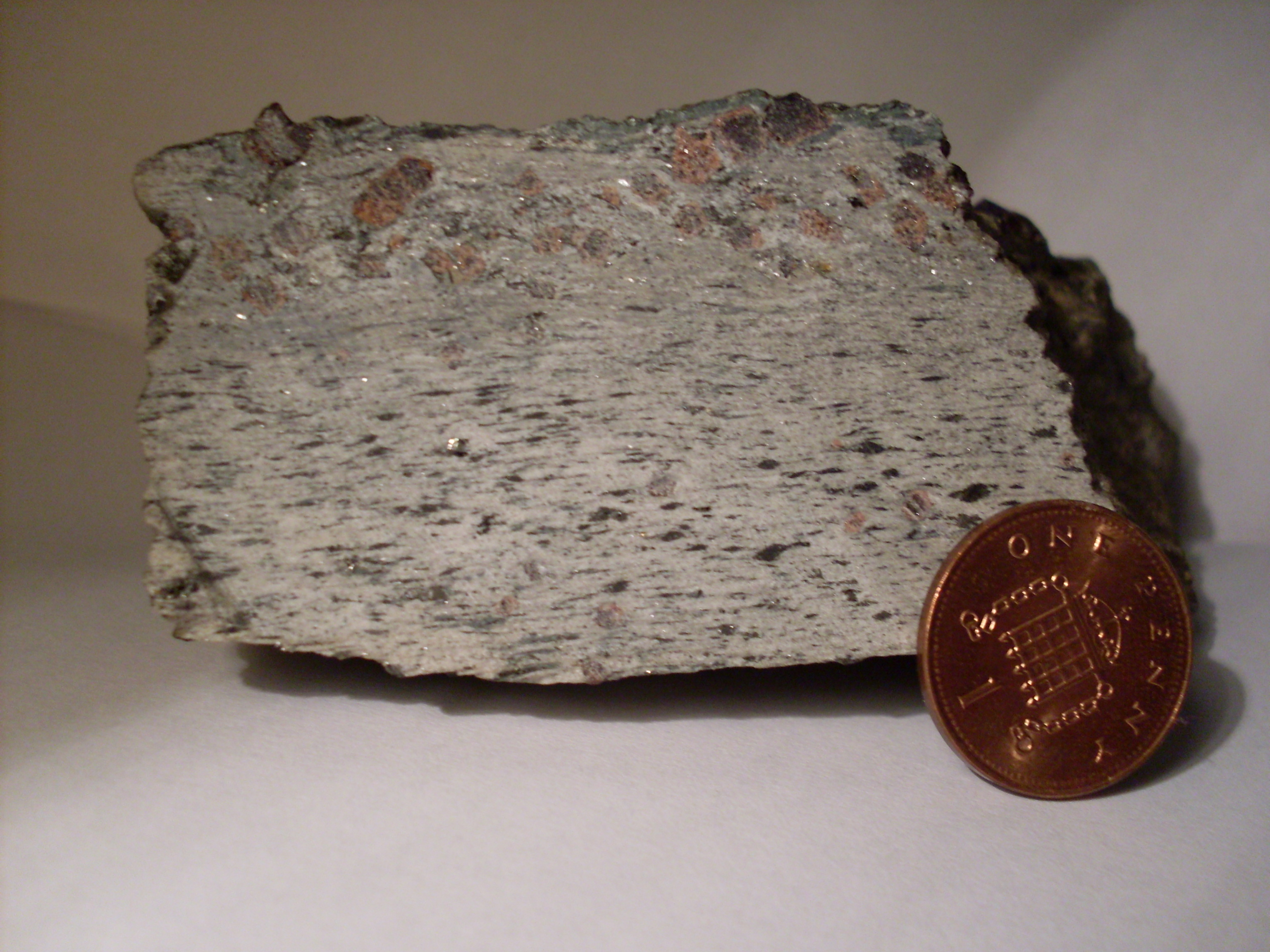
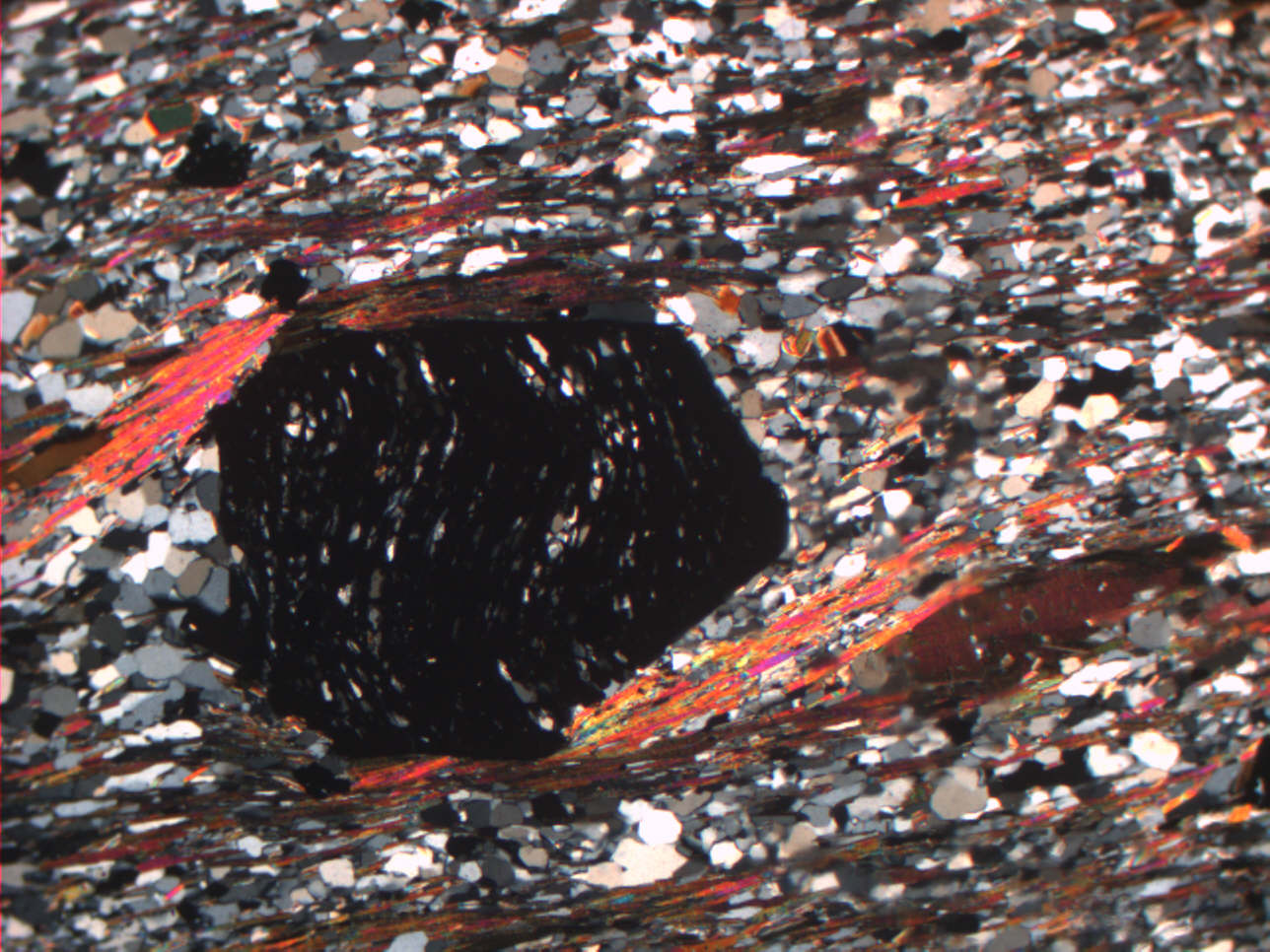
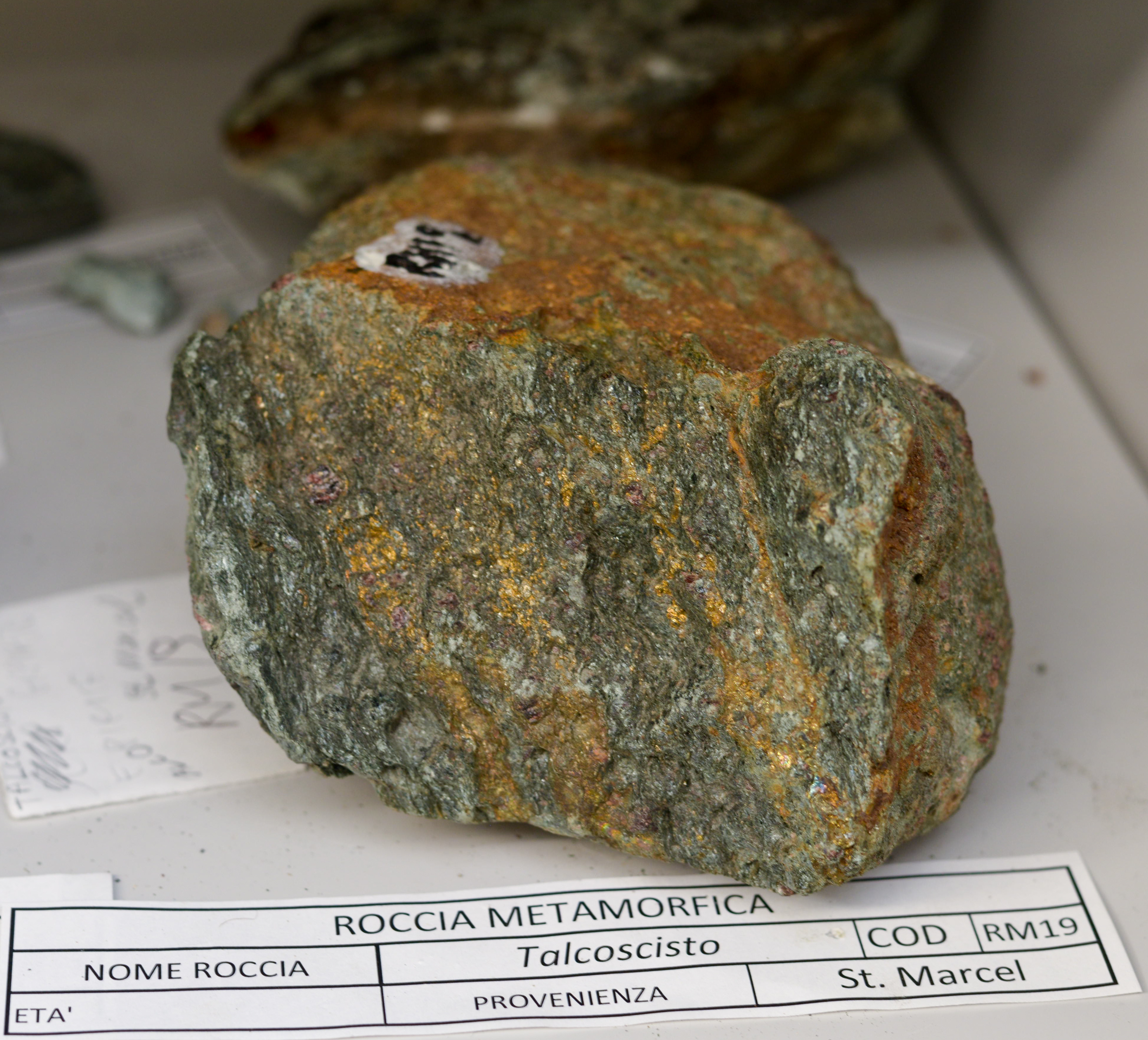
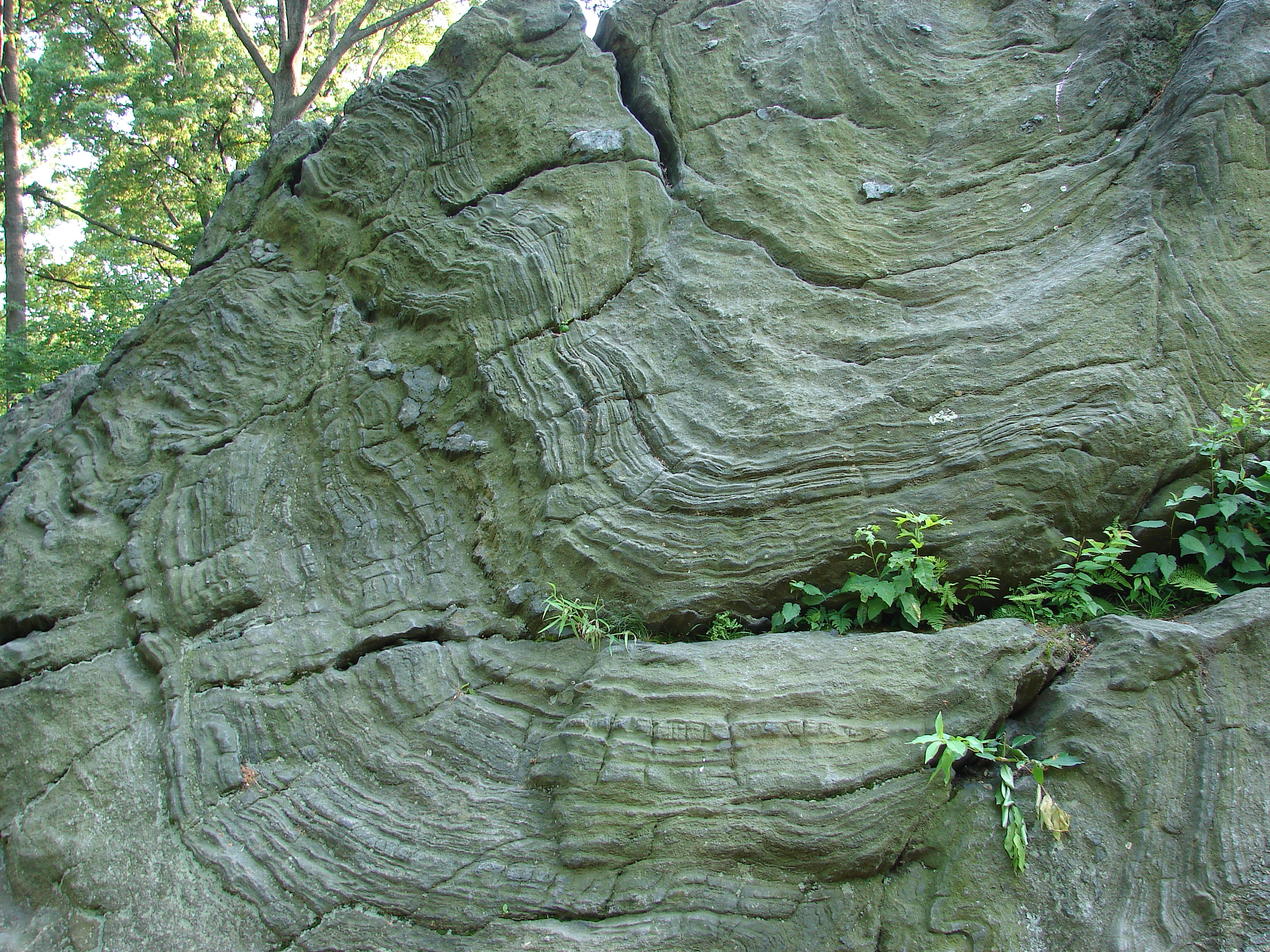

## اقرأ أيضا
- بيروكسين
- أوليفين (معدن)
- ريوليت